# 瑶医学
瑶族传统医学，简称瑶医学，是流傳在瑶族聚居地方的一種傳統醫學，是瑶族医药学理论和治疗方法所形成的民族醫學。 

## 院校
广西中医药大学瑶医药学院